# Gammaridis

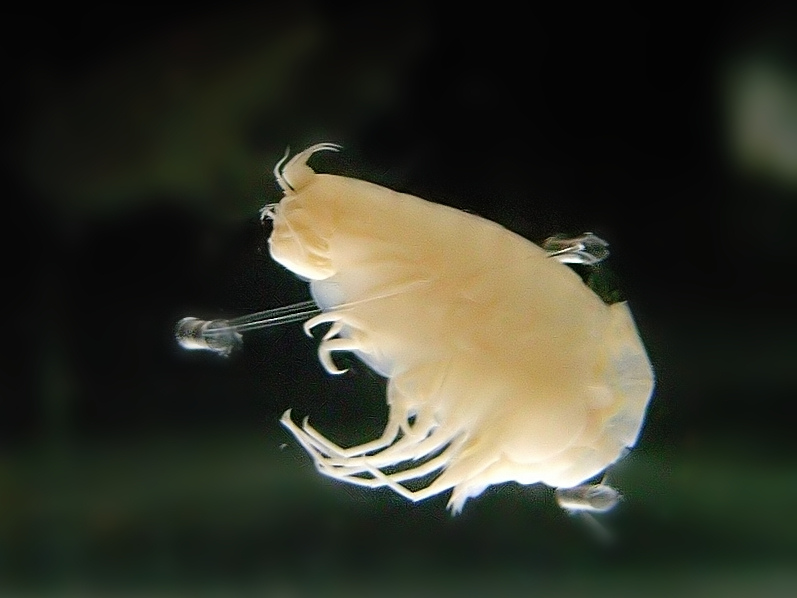
Hirondellea gigas
(Lysianassoidea: Uristidae)

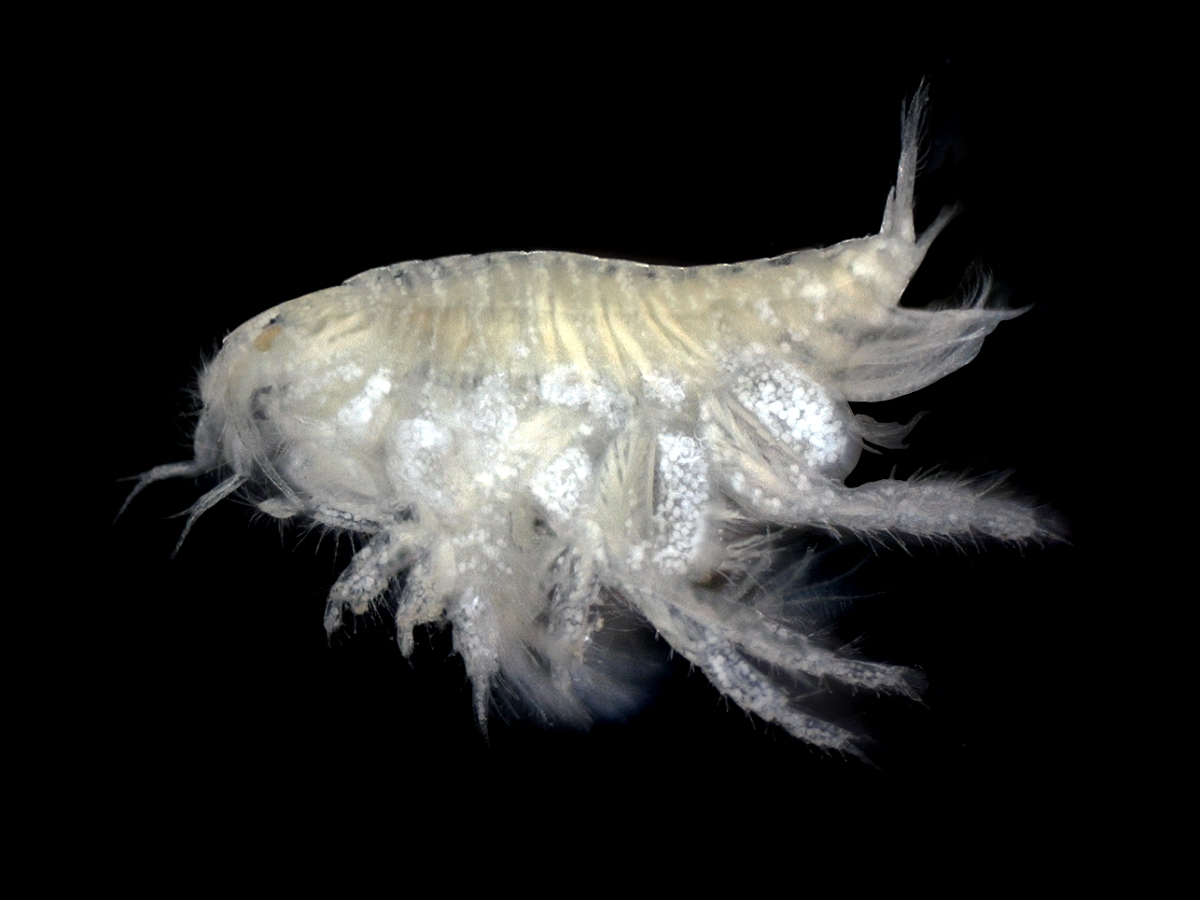
Urothoe brevicornis
(Phoxocephaloidea: Urothoidae)

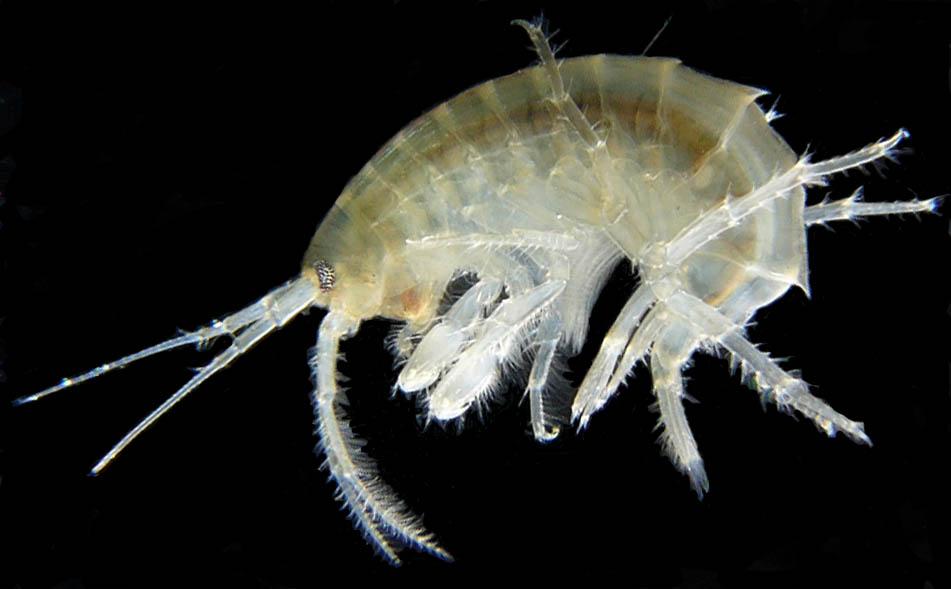
Gammarus roeselii
(Gammaroidea: Gammaridae)

Els gammaridis (Gammaridea) són un antic subordre de crustacis amfípodes, avui en desús donat que es parafilètic.

## Particularitats
Contenia unes 5,700 de les 7,000 espècies d'amfípodes descrites. Inclou tots els anfípodes d'aigua dolça, com la puça d'aigua (Gammarus pulex).

## Classificació
Contenia unes 125 famílies:
Superfamília Ampeliscoidea
- Ampeliscidae

Superfamília Crangonyctoidea
- Allocrangonyctidae
- Artesiidae
- Bogidiellidae
- Crangonyctidae
- Crymostygiidae
- Falklandellidae
- Kotumsaridae (tentativament)
- Neoniphargidae
- Niphargidae
- Paracrangonyctidae
- Paramelitidae
- Perthiidae
- Phreatogammaridae
- Pseudocrangonyctidae
- Pseudoniphargidae
- Sternophysingidae

Superfamília Dexaminoidea
- Dexaminidae
- Lepechinellidae

Superfamília Eusiroidea
- Amathillopsidae
- Bateidae
- Calliopiidae
- Eusiridae
- Gammaracanthidae
- Gammarellidae
- Pontogeneiidae

Superfamília Gammaroidea
- Acanthogammaridae
- Acanthonotozomatidae
- Anisogammaridae
- Baikalogammaridae
- Behningiellidae
- Cardenioidae
- Caspicolidae
- Eulimnogammaridae
- Gammaridae
- Gammaroporeiidae
- Iphigenellidae
- Macrohectopidae
- Mesogammaridae
- Micruropodidae
- Pachyschesidae
- Pallaseidae
- Pontogammaridae
- Typhlogammaridae

Superfamília Hadzioidea
- Carangoliopsidae
- Hadziidae
- Melitidae
- Metacrangonyctidae

Superfamília Iphimedioidea
- Acanthonotozomellidae
- Dikwidae
- Epimeriidae
- Iphimediidae
- Ochlesidae
- Vicmusiidae

Superfamília Kurioidea
- Kuriidae

Superfamília Leucothoidea
- Anamixidae
- Leucothoidae
- Pleustidae

Superfamília Liljborgioidea
- Colomastigidae
- Liljeborgiidae
- Salentinellidae
- Sebidae

Superfamília Lysianassoidea
- Amaryllididae
- Aristiidae
- Cyphocarididae
- Endevouridae
- Eurytheneidae
- Lysianassidae
- Opisidae
- Podoprionidae
- Scopelocheiridae
- Trischizostomatidae
- Uristidae
- Wandinidae

Superfamília Melphidippoidea
- Megaluropidae
- Melphidippidae

Superfamília Oedicerotoidea
- Exoedicerotidae
- Oedicerotidae
- Paracalliopiidae

Superfamília Pardaliscoidea
- Astyridae
- Hyperiopsidae
- Pardaliscidae
- Sicafodiidae
- Stilipedidae
- Vitjazianidae

Superfamília Phoxocephaloidea
- Cheidae
- Condukiidae
- Haustoriidae
- Ipanemidae
- Phoxocephalidae
- Phoxocephalopsidae
- Platyischnopidae
- Pontoporeiidae
- Sinurothoidae
- Urohaustoriidae
- Urothoidae
- Zobrachoidae

Superfamília Stegocephaloidea
- Stegocephalidae

Superfamília Stenothoidea
- Amphilochidae
- Bolttsiidae
- Cyproideidae
- Pseudamphilochidae
- Stenothoidae

Superfamília Synopioidea
- Argissidae
- Synopiidae

Superfamília Talitroidea (inclou Phliantoidea)
- Biancolinidae
- Ceinidae
- Chiltoniidae
- Dogielinotidae
- Eophliantidae
- Phliantidae
- Plioplateiidae
- Talitridae
- Temnophliantidae

Superfamília Thurstonelloidea (abans Clarencioidea)
- Thurstonellidae (abans Clarenciidae)

Incertae sedis
- Cressidae
- Didymocheliidae
- Iciliidae
- Lafystiidae
- Laphystiopsidae
- Maxillipiidae
- Nihotungidae
- Pagetinidae
- Tulearidae
- Valettidae